# Tamding Tsetan
Tamding Tsetan tibétain : རྟ་མགྲིན་ཚེ་བརྟན, Wylie : rta mgrin tshe brtan (né à Windu, Amdo, 1981) est un musicien multi-instrumentiste, tatoueur, calligraphe et militant politique tibétain.

## Biographie
Tamding Tsetan est né dans une famille nomade, dans le village de Windu dans l'ancienne province tibétaine de l'Amdo. Tamding Tsetan perd sa mère à un jeune âge et ne connu pas son père. Mis au travail comme nomade par son oncle, il ne reçoit aucune éducation.
Tamding Tsetan gagne Lhassa, où il devient plongeur dans un restaurant puis cuisiner. Il est arrêté par la police chinoise et passe cinq jours battu et affamé en prison avant d'être libéré.
Tamding Tsetan s'est enfui du Tibet en 2002 après une périlleuse traversée de l'Himalaya,. Sa marche dure 43 jours, dont plusieurs sans nourriture ni eau. Il manque de tomber dans une crevasse, esquive une patrouille militaire chinoise en cours de route. Le groupe initial de 49 personnes doit se séparer, moins de la moitié auraient réussi la traversée.
Réfugié en Inde, il fréquente le village d'enfants tibétains de Dharamsala, y apprend l'anglais, et se forme à la peinture de thangkas. Il rejoint ensuite le groupe Aku Pema Performance Art, avec lequel il se produit à travers l'Inde. Il se produit et enseigne la musique deux ans et demi à l'Institut Norbulingka à Dharamsala où il rencontre sa future épouse, une bénévole qui enseigne l'anglais aux enfants réfugiés tibétains.
Il rejoint Portland, dans l'Oregon aux États-Unis, où il est tatoueur, compose et interprète de musique tibétaine traditionnelle et originale et est l'un des principaux représentants du heavy metal tibétain.
Tamding Tsetan est nouveau représentant de la protestation tibétaine, qui soutient la « Voie du Milieu » du dalaï-lama, c'est-à-dire l'autonomie réelle du Tibet, mais pas son indépendance vis-à-vis de la Chine.
Son premier album, Open Road, est inspiré par les troubles au Tibet en 2008 et la vague d'auto-immolation de Tibétains.

## Discographie
- Open Road,  Tamding Arts, 2013
- Mother Earth, 2021
- Open Road 3, 2021